# Marius Berkelmans
Marius Gerdina Jos Berkelmans (Vlijmen, 17 februari 1932 – aldaar, 23 februari 2003) was een Nederlands politicus van de KVP en later het CDA.
Hij werd geboren als zoon van Cornelis Adrianus Berkelmans (1899-1993; botermaker en daarnaast enige tijd wethouder) en Gerdina Maria Eekels (1900-1991). In september 1977 werd hij benoemd tot burgemeester van de toenmalige Noord-Brabantse gemeente Helvoirt. In oktober 1989 ging hij vervroegd met pensioen. Daarna was hij nog actief als voorzitter van het Waterschap De Zandleij. Begin 2003 overleed Berkelmans op 71-jarige leeftijd.